# Улица Олега Мудрака (Киев)
Улица Олега Мудрака расположена в Святошинском районе города Киева, местность Новобеличи. Пролегает от Рабочей улицы до улицы Академика Булаховского.
Протяжённость улицы 3,2 км.
К улице Олега Мудрака примыкают Проспект Академика Палладина, улицы Малинская, Коростеньская, Сосновая, Гостомельская, Юношеская, Дымерская, Лесорубная, Рубежовская, Корсунская, Бахмацкая, Брусиловская, Гаршина и Подлесная, переулки Приборный, Малинский, Рубежовский и проезд (без названия) к улице Академика Булаховского.
Улица Олега Мудрака возникла в середине XX века под названием 386-я Новая́. В 1958—1976 годах имела название Приборная. В 1976 году получила название в честь Героя Советского Союза, генерала М. И. Наумова.
Современное название получила в честь майора и командира 1-го батальона отдельного отряда специального назначения НГУ «Азов» Национальной гвардии Украины Мудрака Олега, погибшего защищая Украину от российского военного вторжения, с 29 августа 2024.

## Важные учреждения
- Общеобразовательная школа № 72 (№ 35-А)
- Общеобразовательная школа № 230 (№ 35-Б)
- НИИ гражданской защиты населения и территорий от чрезвычайных ситуаций техногенного и природного характера (дом № 13)
- Институт проблем моделирования в энергетике им. Г. Е. Пухова НАН Украины (дом № 15)
- Институт сорбции и проблем эндоэкологии НАН Украины (дом № 13)
- Институт химии поверхности НАН Украины (дом № 17)

## Транспорт
- Ближайшая станция метро — «Академгородок»
- Автобус 97, 97-К
- Железнодорожная платформа Новобеличи
- Маршрутные такси 200-К, 408, 437, 497, 497-К

## Почтовый индекс
03164

## Географические координаты
координаты начала — 50°28′26″ с. ш. 30°21′27″ в. д.
координаты конца — 50°27′59″ с. ш. 30°19′54″ в. д.